# Lyre (bateau)
Pour les articles homonymes, voir Lyre (homonymie).
La Lyre , indicatif visuel M648 est un chasseur de mines de classe Tripartite dans la Marine française. Sa ville marraine est Mandelieu-la-Napoule.
La Lyre a repris le nom d'un dragueur de mines classe Sirius, en service de 1956 à 1981
Ses missions sont « la détection, la localisation, la classification, l'identification puis la destruction ou neutralisation des mines par fonds de 10 à 80 mètres, le guidage des convois sous menace de mines et la pénétration sous la mer, la recherche d'épaves ».

## Histoire
Le chasseur de mines tripartite la Lyre a été admis au service actif le 16 décembre 1987. Il est parrainé par la ville de Mandelieu-la-Napoule depuis le 20 mai 1988. Présent à l'édition de 2016 d'Escale à Sète.

## Missions
Comme tous les chasseurs de mines français actuellement en service, la Lyre participe au nettoyage d'engins explosifs datant des différents conflits passés qui ont laissé bon nombre d'engins hautement dangereux notamment en Méditerranée. Le CMT Lyre réalise des relevés de fonds marins grâce à ses équipements (Sonar de coque et participe à la recherche d'épaves. Ces missions donnent l'occasion du renforcement des liens de coopération avec les marines des pays riverains.
Des missions dans l'Océan Indien lui permettent d'affirmer la présence française dans sa zone économique exclusive, notamment les zones de pêche (2,5 nautiques).
Le 19 janvier 2021, la Lyre a procédé au contre-minage d’une munition historique au large de la ville de Fos-sur-Mer.
Dans la nuit du 18 janvier 2022, la Lyre, en mission au large des Bouches-du-Rhône, est réorienté vers Sausset-les-pins par le CROSS méditerranée afin de participer à des recherches d'une personne tombée à la mer.  

### Plongeurs-démineurs
Les plongeurs démineurs du bord sont un élément essentiel des missions du bâtiment.

## Escales
La Lyre a fait escale à Sète le 14 juillet 2019 où il a été amarré au quai d'Alger, ouvert à la visite du public, sur invitations.
LALyre participe à des missions de guerre aux mines au large de Sète et de Port-la-Nouvelle depuis 2018. Ce sont le plus souvent les mines remontées par les bateaux de pêche qui sont visées et détruites sur place par pétardage.

## Commandements
Le lieutenant de vaisseau (LV) Anne-Sophie Borrod a commandé la Lyre depuis le 12 janvier 2016.. Le capitaine de corvette (CC) Grégoire Choné lui a succédé depuis le 13 juillet 2017. Depuis le 10 janvier 2019 le bâtiment a été commandé par le capitaine de corvette (CC) François-Xavier Poisson. Le capitaine de corvette (CC) Xavier Courbey lui a succédé le 3 juillet 2020.